# Leucaena matudae
Leucaena matudae är en ärtväxtart som först beskrevs av Zarate, och fick sitt nu gällande namn av C.E.Hughes. Leucaena matudae ingår i släktet Leucaena och familjen ärtväxter. IUCN kategoriserar arten globalt som starkt hotad. Inga underarter finns listade i Catalogue of Life.